# بدر السلیطین
بدر السلیطین (انگلیسی: Badr Al-Sulaitin؛ زادهٔ ۱۶ ژوئیهٔ ۱۹۹۰)  یک ورزشکار اهل عربستان سعودی است.
از باشگاه‌هایی که در آن بازی کرده‌است می‌توان به باشگاه فوتبال الشباب عربستان سعودی و تیم ملی فوتبال عربستان سعودی اشاره کرد.